# Sozialgeschichte der Literatur
Die Sozialgeschichte der Literatur ist eine in den 1960er und 1970er Jahren aufgekommene, an der sozialen Entwicklung orientierte geschichtliche Betrachtung der Literatur, ihrer Produktion und Rezeption, ihres Gehalts und ihrer Gestalt. 

## Anliegen
Die Sozialgeschichte der Literatur verstand sich anfänglich als Gegenbewegung zur werkimmanenten Interpretation und zur Geistesgeschichte (die selbst wieder Gegenbewegungen zur Germanistik während der Zeit des Nationalsozialismus bzw. zum Positivismus des 19. Jh. gewesen waren). 
Ihr Ziel ist, die Bestimmtheit der Literatur durch die zeitgenössischen sozialen Verhältnisse und ihre Entwicklung aufzuzeigen, aber auch umgekehrt den Einfluss der Literatur auf ebendiese Verhältnisse. Autoren und ihre Werke gelten als Repräsentanten ihrer Gesellschaft bzw. bestimmter Gruppen und ihrer Weltanschauung (ev. Ideologie): Literatur ist Ausdruck bestimmter sozialer (Herrschafts-, Repräsentations-, Aus- und Einschließungs-) Verhältnisse; sie lässt sich damit als Quelle zur allgemeinen Geistesgeschichte und Sozialgeschichte verwenden.
„Literarische Kunstwerke oder philosophische Literatur können ohne Kenntnis jener sozialen Wirklichkeit, die sie in ihren Sprachformen stets schon zu Sinnzusammenhängen verarbeitet haben, nur unzureichend oder gar falsch verstanden werden.“

## Hauptrichtungen
Die zwei Hauptrichtungen der Sozialgeschichte der Literatur sind:
1. Eine positivistisch ausgerichtete empirische Literatursoziologie in ihrer historischen Variante untersucht Produktions- und Rezeptionsbedingungen/-weisen der Literatur anhand detaillierter historischer Forschungen (z. B. Fallstudien, Autoren-Gruppen- und Generations-Untersuchungen, solche zum Literaturmarkt und dem Publikum usw.).
2. Die Ideologiekritik (traditionell marxistisch oder orientiert an der Frankfurter Schule der Kritischen Theorie) behandelt die Werke nach ihrem Gehalt und ihrer Gestalt als Ausdruck bestimmter Interessen- und Herrschafts-Strukturen und kritisiert sie im Namen einer anderen Gruppe (z. B. das Bürgertum und seine Literatur aus der Sicht des Proletariats) oder deutet sie wissenssoziologisch neutral (vergleiche Hermeneutische Wissenssoziologie und Wissenssoziologie).